# Notogomphus kilimandjaricus
Notogomphus kilimandjaricus là một loài chuồn chuồn ngô thuộc họ Gomphidae. Nó được tìm thấy ở Kenya và Tanzania. Các môi trường sống tự nhiên của chúng là xavan khô, xavan ẩm, vùng đất có cây bụi nhiệt đới hoặc cận nhiệt đới, vùng cây bụi ẩm khu vực nhiệt đới hoặc cận nhiệt đới, và sông.